# Lepraria incana
Espèce
Lepraria incana est une espèce de lichens de la famille des Stereocaulaceae.

## Description
L. incana a un thalle lépreux à granules plus ou moins sphériques et pulvérulents. Mal délimité et non lobé au pourtour, le thalle abrite l'algue verte unicellulaire du genre Trebouxia. L'espèce corticole et saxicole est très commune dans des endroits ombragés et abrités de la pluie directe (anfractuosités des rochers, des pierres des vieux murs mais également dans les fentes des écorces rugueuses et moussues des faces nord des troncs d'arbres).